# Encantada (illa)
|  | Per a altres significats, vegeu «Encantada». |

Encantada és una illa volcànica al golf de Califòrnia o mar de Cortés adscrita administrativament a Mexicali (Baixa Califòrnia, Mèxic). Es considera que l'espècie de llangardaix recentment descrita - Uta encantadae Grismer 1994 - és endèmica d'aquesta illa i dels illots propers.

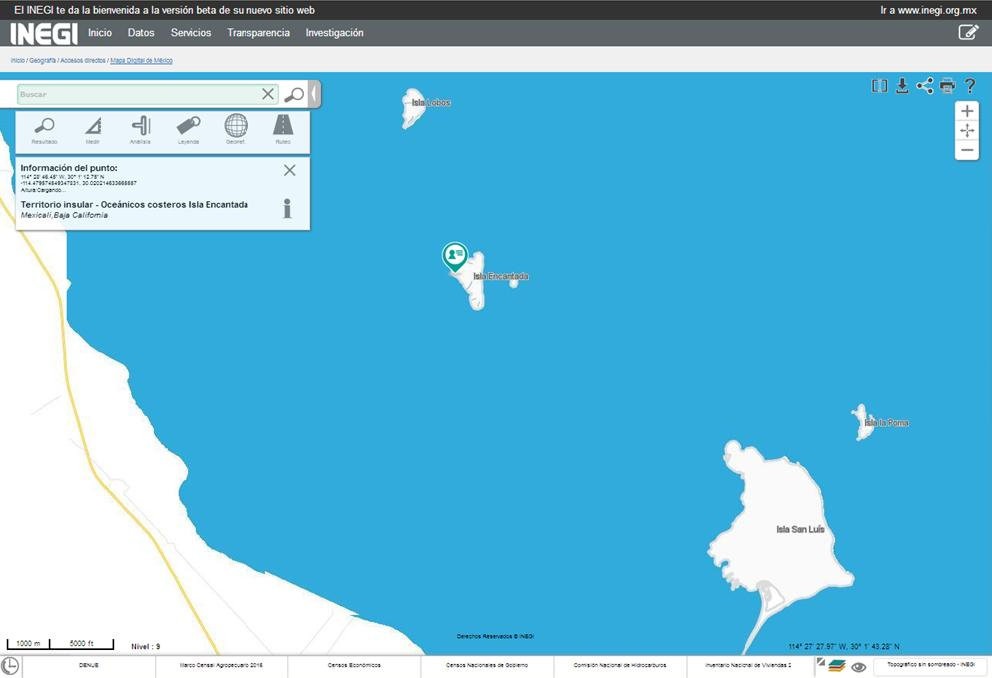
Representació cartogràfica d´un grup d´illes, inclosa Encantada, elaborat per l'INEGI

El 1995 aquesta illa s'inclogué, juntament amb altres 243 illes i illots del golf de Califòrnia, com a reserva de la biosfera per part de la UNESCO, i el 2005 aquest organisme li atorga el títol de patrimoni natural de la humanitat.